# Clathria cervicornis
Clathria cervicornis är en svampdjursart som först beskrevs av Thiele 1903.  Clathria cervicornis ingår i släktet Clathria och familjen Microcionidae. Inga underarter finns listade i Catalogue of Life.